# Last Time Around
Last Time Around är ett album med folk-rockbandet Buffalo Springfield, det tredje och sista albumet gruppen spelade in. Det släpptes i juli 1968 och producerades av Jim Messina. Bandet hade egentligen redan upplösts men man släppte ett till album för att uppfylla sitt kontrakt med skivbolaget. Detta innebar bland annat att ingen av medlemmarna medverkade på alla låtar på albumet. Det ses ofta som det svagaste av de tre album som gruppen släppte.

## Låtlista
1. "On the Way Home" (Neil Young) - 2:25
2. "It's So Hard to Wait" (Richie Furay, Young) - 2:03
3. "Pretty Girl Why" (Stephen Stills) - 2:24
4. "Four Days Gone" (Stills) - 2:53
5. "Carefree Country Day" (Jim Messina) - 2:35
6. "Special Care" (Stills) - 3:30
7. "In the Hour of Not Quite Rain" (Micki Callen , Furay) - 3:45
8. "Questions" (Stills) - 2:52
9. "I Am a Child" (Young) - 2:15
10. "Merry-Go-Round" (Furay) - 2:02
11. "Uno Mundo" (Stills) - 2:00
12. "Kind Woman" (Furay) - 4:10

## Medverkande
- Stephen Stills - gitarr, keyboard, sång
- Neil Young - gitarr, munspel, sång
- Richie Furay - gitarr, sång
- Jim Messina - bas, sång
- Dewey Martin - trummor